# Grub4Dos
grub4dos是一个将Linux下的GNU GRUB启动引导程序移植到DOS和Windows的一个分支，是一个大幅度提高了软件和硬件兼容性的启动引导程序。

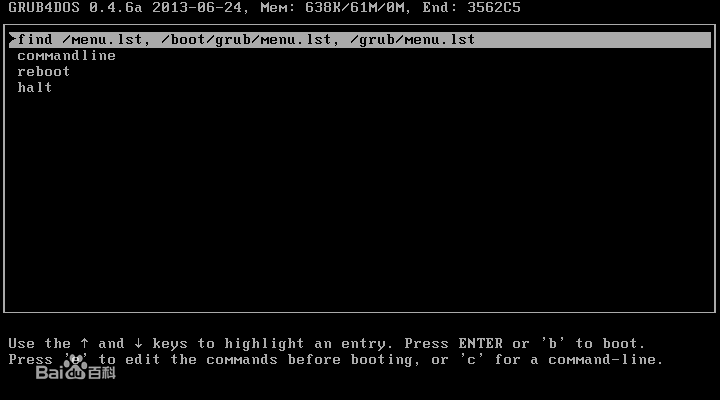
GRUB4DOS 启动主界面

该项目是由tinybit（不点）于2003年发起的，目前活跃的开发者主要有tinybit，bean，chenall，roy，yaya和karyonix等。
该程序最初正如其名，是为了兼容DOS而进行的改进，然而经过大量扩充后，目前它已经发展为一个面向更广阔应用领域的启动引导程序，但是原作者决定保留该名称。
GRUB4DOS最少只需一個檔案（GRLDR）和一段MBR/DBR代碼即可啟動，而Linux的GRUB則需多個檔案。

## 特色
作为GNU GRUB启动引导程序的扩充，grub4dos将焦点放在兼容性上。这体现在这几个方面上：
- 当系统已经安装有操作系统和启动引导程序时，它可以以多种多样的方式被加载。目前它可以被DOS作为普通应用程序加载，或者被GNU/Linux使用kexec系统调用作为内核文件加载。此外，NTLDR、BOOTMGR和其它Linux下的启动引导程序均可加载之。
- 当安装为首先启动的启动引导程序时，它能启动各种各样的操作系统，其中包括GNU/Linux，Windows，DOS等，并支持各种媒质，如CD-ROM，软盘，硬盘，U盘，PXE等等。

grub4dos最大的成功之处就是既学习了Windows的方便易用，又引入Linux的强大功能。

## 近况
目前，该程序仍在积极开发中，最新版本是0.4.6a。稳定版本为0.4.4。

## 另请参阅
- GRUB
- wee

## 相关链接
- 无忧启动论坛GRUB4DOS区 （页面存档备份，存于）
- 最新的项目主页 （页面存档备份，存于）
- 下载地址 （页面存档备份，存于）
- 安装指南(英文)